# Sloanea streimannii
Sloanea streimannii är en tvåhjärtbladig växtart som beskrevs av M.J.E. Coode. Sloanea streimannii ingår i släktet Sloanea och familjen Elaeocarpaceae. Inga underarter finns listade i Catalogue of Life.